# Грађанска заједница
Грађанска заједница, која се такође назива грађанско, регистровано, животно или домаће партнерство, правно је признат вид партнерства сличан браку. Овакав вид партнерства први пут је уведен 1989. у Данској. Касније су под различитим именима оваква партнерства уведена у многим државама с циљем да се истополним паровима обезбеде права која су слична (а у неким земљама и истоветна) правима која произилазе из грађанског брака особа различитог пола.
Неке државе у којима постоје грађанске заједнице, признају и иностране заједнице уколико су те заједнице суштински еквивалентне њиховим.
Присталице грађанских заједница тврде да оне дају истополним паровима једнака права која уживају и брачни парови. Неки критичари одбацују грађанске заједнице, јер сматрају да оне представљају посебан статус неједнак браку. Према америчкој историчарки Ненси Кот, брак и грађанске заједнице „заиста се не могу поредити, јер не постоји ништа што је као брак, осим брака.“ Други, као што је Роберт Најт, критикују грађанске заједнице и тврде да су оне у ствари истополни брак под другим именом.

## Списак јурисдикција које признају истополне заједнице
Следи списак земаља и других јурисдикција које су успоставиле грађанске заједнице за истополне парове или парове супротног пола, категорисане по континентима, са годином ступања на снагу закона о оснивању цивилних заједница у наведеној земљи или другој надлежности у заградама:

### Африка
- Јужна Африка (2006) (цивилно партнерство)[6]
- Француска (pacte civil de solidarité)[7]
  -  Мајот (1999)[8]
  -  Реинион (1999)[8]
- Шпанија (parejas de hecho)
  -  Канарска Острва (2003)[9]
  -  Сеута (1998)[10]
  -  Мелиља  (2008)[11]

### Америке
- Аргентина:  (2015) (uniones convivenciales)[12]
  -  Буенос Ајрес (2003) (unión civil)[13]
  -  Рио Негро (Аргентина) (2003) (pareja convivencial homosexual)[14]
  - Град  Вила Карлос Паз (2007) (unión civil)[15]
  - Град  Рио Кварто (2009) (unión civil)[16]
- Бразил (2011, супротног пола од 2002) (uniões estáveis)[17]
- Канада:
  -  Манитоба (2001) (common-law relationships)[18]
  -  Нова Шкотска (2001) (domestic partnership)[19]
  -  Квебек (2002) (union civile)[20]
  -  Алберта (2003) (adult interdependent relationships)[21]
- Чиле (2015) (acuerdo de unión civil)[22]
- Колумбија (2009) (uniones maritales de hecho)[23]
- Костарика (1995) (uniones de hecho)[24]
- Еквадор (2008) (uniones de hecho)[25]
- Француска (pacte civil de solidarité)
  -  Француска Гвајана (1999)
  -  Гваделуп (1999)
  -  Мартиник (1999)
  -  Сен Бартелеми (1999)
  -  Свети Мартин (Француска) (1999)
  -  Сен Пјер и Микелон (1999)
- Мексико:
  -  Коавила (2007) (pacto civil de solidaridad)[26]
  -  Мексико Сити (2007) (sociedades de convivencia)
  -  Кампече (2013) (sociedad civil de convivencia)[27]
  -  Мичоакан (2015) (sociedad de convivencia)
  -  Тласкала (2017) (sociedad de convivencia solidaria)
  -  Веракруз (2020) (concubinato)
  -  Синалоа (2021) (concubinato)
- Холандија: (geregistreerd partnerschap)
  -  Карипска Холандија (2012)
  -  Аруба (2016)[28]
- United Kingdom:
  -  Фокландска острва (2017) (civil partnership)[29]
  -  Бермуда (2018) (domestic partnership)[30]
  -  Кајманска Острва (2020) (civil partnership)[31]
- Сједињене Државе:
  -  Хаваји (reciprocal beneficiary relationships since 1997, civil unions since 2012)
  - Град  Њујорк Сити (1998) (domestic partnership)[32]
  -  Калифорнија (1999) (domestic partnership)[33]
  -  Дистрикт Колумбија (2002) (domestic partnership)[34]
  -  Мејн (2004) (domestic partnership)[35]
  -  Њу Џерзи (domestic partnership since 2004, civil union since 2006)[36]
  -  Вашингтон (држава) (2007) (domestic partnership)[37]
  -  Мериленд (2008) (domestic partnership)
  -  Орегон (2008) (domestic partnership)
  -  Колорадо (designated beneficiary agreement since 2009, civil union since 2013)[38]
  -  Невада (2009) (domestic partnership)[39]
  -  Илиноис (2011) (civil union)
  - Several counties
- Уругвај (2008) (uniones concubinarias)[40]

### Азија
- Јапан
  -  Шибуја, Токио (2015)
  -  Сетагаја, Токио (2015)
  -  Ига (2016)
  -  Такаразука (2016)
  -  На, Окосинго (2016)
  -  Сапоро, Хокаидо (2017)
  -  Фукуока, Фукуока (2018)
  -  Осака, Осака (2018)
  -  Накано, Токио (2018)
  -  Оизуми, Гунма (2019)
  -  Чиба, Чиба (2019)
  -  Едогава, Токио (2019)
  -  Фучу, Токио (2019)
  -  Хираката, Осака (2019)
  -  Кумамото, Кумамото (2019)
  -  Одавара, Канагава (2019)
  -  Сакај, Осака (2019)
  -  Соја, Окајама (2019)
  -  Тошима, Токио (2019)
  -  Јокосука, Канагава (2019)
  -  Канума, Точиги (2019)
  -  Мијазаки, Мијазаки (2019)
  -  Китакјушу, Фукуока (2019)
  -  Нарашино, Чиба (2020)
  -  Хида, Гифу (TBD)
- Република Кина
  - Посебне општине (6/6)
    -  Каосјунг (2015)[41]
    -  Тајпеј (2015)[42]
    -  Тајџунг (2015)[43]
    -  Тајнан (2016)[44]
    -  Њу Тајпеј (2016)[45]
    -  Таојуан (2016)[46]

  - Провинцијски градови (3/3)
    -  Чиаји (2016)[47]
    -  Сјинчу (2017)[48]
    -  Келунг (2017)[49]

  - Окрузи (9/13)
    -  Округ Чангхуа (2016)[50]
    -  Округ Сјинчу (2016)[51]
    -  Округ Јилан (2016)[52]
    -  Округ Чиаји (2016)[53]
    -  Округ Кинмен (2017)[48]
    -  Округ Лијенђијанг (2017)[48]
    -  Округ Мјаоли (2017)[48]
    - Округ Нантоу (2017)[48]
    -  Округ Пингтунг (2017)[48]

### Европа
- Холандија (1998) (geregistreerd partnerschap)[54]
- Шпанија: (parejas de hecho)
  -  Каталонија (1998)[55]
  -  Арагон (1999)[56][57]
  -  Castile-La Mancha (2000)[58]
  -  Навара (2000)[59]
  -  Валенција (2001)[60]
  -  Балеарска Острва (2002)[61]
  -  Андалузија (2002)[62]
  -  Астурија (2002)[63]
  -  Мадрид (2002)[64][65]
  -  Кастиља и Леон (2002)[66]
  -  Екстремадура (2003)[67]
  -  Баскија (2003)[68]
  -  Кантабрија (2005)[69]
  -  Галиција (2008)[70][71]
  -  Риоха (2010)[72]
  -  Мурсија (2018)[73]
- Француска (1999) (pacte civil de solidarité)[7]
- Белгија (2000) (wettelijke samenwoning, cohabitation légale or gesetzliches Zusammenwohnen)[74]
- Португалија (2001) (uniões de facto)[75] opposite-sex since 1999.
- Луксембург (2004) (partenariat or Partnerschaft)[76]
- Андора (2005 as unions estables,[77] since 2014 as unions civils)
- Уједињено Краљевство (2005) (civil partnership)[78]
  -  Острво Мен (2011) (civil partnership)[79]
  -  Џерзи (2012) (civil partnerships)[80]
  -  Гибралтар (2014) (civil partnerships)[81]
- Чешка Република (2006) (registrované partnerství)[82]
- Словенија (2006) (partnerska zveza)[83]
- Швајцарска (2007) (eingetragene Partnerschaft, partenariat enregistré, unione domestica registrata or partenadi registrà)[84]
  -  Женева (2001)
  -  Цирих (2002)
  -  Нешател (2004)
  -  Фрибур (2005)
- Мађарска (2009) (bejegyzett élettársi kapcsolat)[85]
- Austria (2010) (Eingetragene Partnerschaft)[86]
- Лихтенштајн (2011) (eingetragene Partnerschaft)[87]
- Малта (2014) (unjoni ċivili)[88]
- Хрватска (2014) (životno partnerstvo)[89]
- Кипар (2015) (πολιτική συμβίωση or sivil birlikte yaşama)
- Грчка (2015) (σύμφωνο συμβίωσης)[90][91] opposite-sex since 2008.
- Естонија (2016) (kooseluleping)[92]
- Италија (2016) (unione civile)[93]
- Сан Марино (2018) (unione civile)[94]
- Монако (2020) (contrat de vie commune or contràtto de vìtta comûne)[95]
- Црна Гора (2020) (животно партнерство)[96]

### Океанија
- Аустралија:
  -  Тасманија (2004) (значајни односи и неговатељски односи)[97]
  -  Јужна Аустралија (домаће партнерство од 2007, регистрована партнерства од 2017)[98]
  -  Аустралијска престоничка територија (домаће партнерство од 1994)[99]
  -  Викторија (2008) (домаће партнерство)[100]
  -  Нови Јужни Велс (де факто парови од 1999, регистровани односи од 2010)[101]
  -  Квинсленд (де факто признање од 1999, грађанска партнерства од 2012)[102]
- Нови Зеланд (2005) (грађанска унија)[103]
- Француска (pacte civil de solidarité)
  -  Нова Каледонија (2009)[104]
  -  Валис и Футуна (2009)[104]

### Земље са бившим грађанским заједницама
Неколико земаља је нудило грађанске заједнице само за истополне парове. Закони који су дозвољавали грађанске заједнице укинути су када је легализован истополни брак. Следи списак земаља и других јурисдикција које су некада нудиле грађанске заједнице за истополне парове са годинама у којима су биле доступне у заградама:
Европа
- Данска (1989 - 2012) (egistreret partnerskab)
  -  Гренланд (1996 - 2016)
- Норвешка (1993 - 2008) (registrert partnerskap)
- Шведска (1995 - 2009) (registrerat partnerskap)
- Исланд (1996 - 2010) (lög um staðfesta samvist)
- Немачка (2001 - 2017) (Eingetragene Lebenspartnerschaft)[105]
- Финска (2002 - 2017) (rekisteröity parisuhde)
- Ирска (2010 - 2015) (civil partnership)

Америке
- Сједињене Државе:
  -  Вермонт (2000 - 2009) (civil unions)
  -  Конектикат (2005 - 2010) (civil unions)
  -  Њу Хемпшир (2008 - 2010) (civil unions)
  -  Висконсин (2009 - 2018) (domestic partnerships)
  -  Роуд Ајланд (2011 - 2013) (civil unions)
  -  Делавер (2011 - 2013) (civil unions)
- Мексико:
  -  Колима (2013 - 2016) (enlace conyugal)
  -  Халиско (2014 - 2018) (libre convivencia)[106]

Океанија
- Аустралија:
  -  Аустралијска престоничка територија  (цивилна партнерства између 2008 и 2012; цивилне уније између 2012 и 2017)